# Giorgio Rubino
Giorgio Rubino (Rome, 15 april 1986) is een Italiaanse snelwandelaar. Hij nam tweemaal deel aan de Olympische Spelen, maar won hierbij geen medailles.

## Titels
- Italiaans kampioen 20 km snelwandelen - 2005
- Italiaans kampioen 5000 m snelwandelen (indoor) - 2006

## Persoonlijke records
Baan
| Onderdeel             | Prestatie  | Datum         | Plaats   |
| --------------------- | ---------- | ------------- | -------- |
| 10.000 m snelwandelen | 39.43,20   | 4 juni 2011   | Florence |
| 20.000 m snelwandelen | 1:21.30,01 | 18 maart 2007 | Formia   |

Weg
| Onderdeel          | Prestatie | Datum             | Plaats    |
| ------------------ | --------- | ----------------- | --------- |
| 10 km snelwandelen | 38.00     | 18 september 2010 | Peking    |
| 20 km snelwandelen | 1:19.37   | 4 april 2009      | Rio Maior |
| 35 km snelwandelen | 2:33.52   | 29 januari 2012   | Latina    |

Indoor
| Onderdeel           | Prestatie | Datum           | Plaats |
| ------------------- | --------- | --------------- | ------ |
| 5000 m snelwandelen | 19.14,33  | 9 februari 2008 | Ancona |

## Prestaties
| Jaar | Wedstrijd          | Plaats             | Resultaat | Onderdeel |
| ---- | ------------------ | ------------------ | --------- | --------- |
| 2003 | WK voor B-junioren | Sherbrooke, Canada | 4e        | 10,000 m  |
| 2004 | WK Junioren        | Grosseto           | 10e       | 10,000 m  |
| 2005 | EK Junioren        | Kaunas             | 3e        | 10,000 m  |
| 2006 | Wereldbeker        | A Coruña           | 17e       | 20 km     |
| 2006 | EK                 | Göteborg           | 8e        | 20 km     |
| 2007 | WK                 | Osaka              | 5e        | 20 km     |
| 2008 | OS                 | Peking             | 18e       | 20 km     |
| 2009 | WK                 | Berlijn            | 4e        | 20 km     |
| 2010 | EK                 | Barcelona          | 4e        | 20 km     |
| 2012 | Wereldbeker        | Saransk            | 22e       | 20 km     |
| 2012 | OS                 | Londen             | 42e       | 20 km     |